# Ana Lucía Martínez
Ana Lucía Martínez Maldonado, detta Analu (Città del Guatemala, 8 gennaio 1990), è una calciatrice guatemalteca, attaccante del Monterrey e della nazionale guatemalteca.

## Carriera

### Club
Martínez cresce assieme alla famiglia nel barrio 20 de Octubre, quartiere della zona 5 della Città del Guatemala, condividendo la passione per il calcio con il fratello minore e iniziando a giocare fin da piccola, partecipando al suo prima torneo, unica ragazzina in una squadra di maschietti, all'età di 8 anni.
In seguito si tessera con diverse società, giocando a livello giovanile con Estudiantes, Colegio Viena Guatemalteco e Club Social y Deportivo Municipal della Liga Nacional, quest'ultima è stata la sua prima squadra federata.
Dal 2007 veste la maglia dell'Unifut-Rosal, società alla quale rimane legata per 8 stagioni, dove tra campionati giovanili e Liga Nacional si laurea per 6 volte campionessa nazionale e conquista per 3 volte il vertice della classifica marcatrici.
Nell'estate 2014 coglie l'occasione per disputare un campionato estero, trovando un accordo con le statunitensi dello Houston Dash, a disposizione del tecnico Randy Waldrum per giocare in National Women's Soccer League (NWSL) gli ultimi tre mesi della stagione Martínez, che non riesce a trovare spazio terminando la stagione regolare senza poter mai scendere in campo, condivide con le compagne la scarsa competitività della squadra che con solo 18 punti conquistati, in virtù delle 5 vittorie, 3 pareggi e 16 sconfitte, chiude al 9º e ultimo posto, mancando di conseguenza l'acceso ai play-off per la conquista del titolo.
A stagione finita, nel dicembre di quello stesso anno decide di iniziare una nuova avventura all'estero, scegliendo l'Europa, per vestire la maglia del Dínamo Guadalajara per la stagione 2014-2015, giocando in Primera Nacional, terzo livello del campionato spagnolo, e diventando la prima guatemalteca a giocare in quel campionato.
Nell'estate 2015 lascia la squadra di Guadalajara per sottoscrivere un contratto con il Rayo Vallecano e disputare la Primera División Femenina de España, livello di vertice del campionato spagnolo, dalla stagione entrante. Rimane con la società madrilena una sola stagione, condividendo con le compagne la conquista del 10º posto in classifica e, di conseguenza, pur con quattro posizioni in meno rispetto al campionato precedente, un'agevole salvezza. con il Rayo matura 19 presenze in campionato, siglando 3 reti.
Durante il successivo calciomercato estivo si trasferisce all'Huelva, società del grosso centro capoluogo dell'omonima provincia nella comunità autonoma dell'Andalusia, rimanendovi per due stagioni, trovando un'agevole salvezza sia nel campionato 2016-2017 che in quello successivo, chiusi rispettivamente al 10º e 9º posto. Nei due campionati giocati realizza complessivamente 4 reti su 55 presenze.
Nell'estate 2018 lascia le Albiazules per il Madrid CFF, rimanendovi per due stagioni, disputando due difficili campionati di Primera División, sempre nelle basse posizioni di classifica, ma chiudendo in entrambi al 13º posto, sufficiente per mantenere la squadra nel campionato spagnolo di vertice della categoria.
Nell'estate 2020 decide di trasferirsi nuovamente, sempre in Europa ma scegliendo il campionato italiano, sottoscrivendo un contratto con il neopromosso Napoli per disputare la stagione entrante in Serie A, livello di vertice della piramide sportiva italiana di categoria. A disposizione del tecnico Giuseppe Marino, Martínez fa il suo esordio in campionato già dalla 1ª giornata, il 23 agosto, rilevando al 63' la compagna pari ruolo Vivien Beil nell'incontro in trasferta perso con le avversarie della Pink Sport Time per 1-0. Marino continua a darle fiducia per la prima parte della stagione, maturando complessivamente 5 presenze fino alla 6ª giornata, giocando gli interi 90' solo nell'incontro perso in trasferta 3-1 con il Sassuolo, dopo di che trova però poco spazio non essendo inserita in rosa in nessuna delle seguenti partite della fase di andata del torneo. Anche con l'esonero di Marino, che dal 14 dicembre 2020 viene sostituito con il tecnico Alessandro Pistolesi, Martínez continua a non essere convocata, chiedendo infine alla società di lasciare Napoli durante la sessione invernale di calciomercato. Per la seconda parte della stagione decide di rimanere in Italia, trasferendosi alla Roma Calcio Femminile iscritta al campionato di Serie B, la nazionale serie cadetta. Il tecnico Marco Galletti la fa debuttare da titolare dall'8ª giornata nel pareggio casalingo per 1-1 con il Brescia, inserendola in seguito in rosa con sempre più regolarità. Va a segno per la prima volta con il capolista Pomigliano siglando una doppietta nella netta vittoria in trasferta per 4-1 del 21 febbraio, 16ª giornata, ripetendosi una settimana dopo nella vittoria per 3-0 con il Ravenna del subentrato ex tecnico delle ravennati Roberto Piras.
Nell'estate 2021 si è trasferita alla Sampdoria, che aveva acquisito il titolo sportivo di Serie A dal Florentia San Gimignano. Il 29 agosto 2021, ha segnato il primo gol della formazione blucerchiata nella massima serie, aprendo le marcature della partita vinta per 2-1 contro la Lazio. Alla guida del tecnico Antonio Cincotta contribuisce con 4 reti su 20 incontri disputati il raggiungimento del sesto posto, con conseguente agevole salvezza, in campionato, ai quali si aggiungono le 3 presenze in Coppa Italia.
Conclusi gli obblighi contrattuali, durante la successiva sessione estiva di calciomercato il Pomigliano per la sua seconda stagione in Serie A annuncia di aver trovato un accordo con l'attaccante guatemalteca. Martínez dà il suo contributo con 6 reti su 26 impieghi nella due fasi della regular season, insufficienti per garantire alla sua nuova squadra la permanenza nella massima serie se non passando per lo spareggio promozione-retrocessione con la Lazio, siglando comunque i due gol che saranno poi determinanti per rimanere in Serie A nella partita di andata con le biancazzurre. Le buone prestazioni espresse durante la stagione le riaprono anche l'opportunità di tornare a vestire la maglia della nazionale de suo paese.
Rimasta in organico con le pantere anche la stagione successiva, a fine dicembre 2023 la società comunica di aver rescisso il contratto con la guatemalteca, assieme alle compagne Laura Bourgouin e Lucia Tengue.

### Nazionale
Chiamata dal tecnico Stanley Robert Gardiner Martínez veste la maglia della formazione Under-20 nell'edizione casalinga del campionato nordamericano del 2010 dove si mette in luce siglando una doppietta nella prima partita del gruppo A, vittoria per 2-1 su Cuba, ma dove la sua nazionale, perdendo i successivi incontri con la Costa Rica (3-0) e Canada (3-1), viene eliminata già alla fase a gironi.
Nell'estate di quello stesso anno viene convocata nella nazionale maggiore, inserita nella rosa dal commissario tecnico Raúl Calderón che affronta i XXI Giochi centramericani e caraibici di Mayagüez 2010. In quell'occasione gioca quattro dei cinque incontri giocati dalla sua nazionale che con due vittorie, un pareggio e due sconfitte conclude il torneo al 3º posto. Di seguito è chiamata anche per la CONCACAF Women's Gold Cup 2010, torneo che serve anche come fase di qualificazione al Mondiale di Germania 2011.
Dopo una parentesi di oltre sette anni, interrotta solo da due amichevoli nel giugno 2021, grazie alle prestazioni fornite nel campionato italiano ricomincia ad essere convocata in nazionale con continuità.

## Statistiche

### Presenze e reti nei club
Statistiche (parziali) aggiornate al 17 dicembre 2023.
| Stagione          | Squadra           | Campionato        | Campionato | Campionato | Coppe nazionali | Coppe nazionali | Coppe nazionali | Coppe continentali | Coppe continentali | Coppe continentali | Altre coppe | Altre coppe | Altre coppe | Totale | Totale |
| Stagione          | Squadra           | Comp              | Pres       | Reti       | Comp            | Pres            | Reti            | Comp               | Pres               | Reti               | Comp        | Pres        | Reti        | Pres   | Reti   |
| ----------------- | ----------------- | ----------------- | ---------- | ---------- | --------------- | --------------- | --------------- | ------------------ | ------------------ | ------------------ | ----------- | ----------- | ----------- | ------ | ------ |
| 2020              | Napoli            | A                 | 5          | 0          | CI              | 1               | 0               |                    | -                  | -                  |             | -           | -           | 6      | 0      |
| 2021              | Roma CF           | B                 | 12         | 10         | CI              | -               | -               |                    | -                  | -                  |             | -           | -           | 12     | 10     |
| 2021-2022         | Sampdoria         | A                 | 20         | 4          | CI              | 3               | 0               |                    | -                  | -                  |             | -           | -           | 23     | 4      |
| 2022-2023         | Pomigliano        | A                 | 26+2       | 6+2        | CI              | 3               | 3               |                    | -                  | -                  |             | -           | -           | 31     | 11     |
| 2023              | Pomigliano        | A                 | 11         | 3          | CI              | 2               | 1               | -                  | -                  | -                  | -           | 13          | 4           |        |        |
| Totale Pomigliano | Totale Pomigliano | Totale Pomigliano | 39         | 11         | -               | 5               | 4               | -                  | -                  | -                  |             | -           | -           | 44     | 15     |
| Totale carriera   | Totale carriera   | Totale carriera   | 76         | 25         |                 | 9               | 4               |                    | -                  | -                  |             | -           | -           | 85     | 29     |

## Palmarès

### Club
- Campionato guatemalteco femminile: 3

Unifut Rosal: 2010, 2011, 2012